# 7268 Чигорін
7268 Чигорін (7268 Chigorin) — астероїд головного поясу, відкритий 3 жовтня 1972 року.
Тіссеранів параметр щодо Юпітера — 3,590.